# Daniel Guggenheim
Daniel Guggenheim (Filadelfia, 9 luglio 1856 – Port Washington, 28 settembre 1930) è stato un imprenditore e filantropo statunitense.

## Biografia
Era il figlio di Meyer Guggenheim, e di sua moglie, Barbara Myers.

## Carriera
Fu mandato in Svizzera per studiare il commercio di pizzi e ricami e per servire come compratore per la ditta di importazione del padre. La scoperta di piombo e d'argento di alta qualità nelle loro miniere a Leadville, in Colorado, nel 1881 divenne la base della fortuna del Guggenheim. Nel 1884, Daniel tornò negli Stati Uniti per aiutare a gestire l'attività di famiglia. Daniel contribuì a fondare il business minerario e fusorio dei Guggenheim in Messico, che nel 1895 guadagnava profitti per $ 1 milione all'anno.
Nel 1891 suo padre consolidò circa una dozzina delle attività minerarie della famiglia nella Colorado Smelting and Refining Company. La famiglia Guggenheim entrò poi in una lunga lotta con la American Smelting and Refining Company (ASARCO), sostenuta dalla famiglia Rockefeller. Nel 1901 i Guggenheim acquisirono il controllo di ASARCO e divennero la forza dominante nell'industria mineraria per i successivi tre decenni. Daniel è stato nominato presidente del consiglio di amministrazione di ASARCO fino al 1919.
In seguito alla morte del padre, nel 1905, Daniel assunse il controllo delle imprese familiari. Attraverso ASARCO, Kennecott Copper e altre compagnie a conduzione familiare, i Guggenheim hanno estratto stagno in Bolivia, oro nello Yukon, diamanti e gomma nel Congo belga, diamanti in Angola e rame in Alaska, Utah e Cile. La famiglia Guggenheim accumulò enormi ricchezze attraverso le loro imprese minerarie. Nel 1918, la fortuna di famiglia era stimata tra $ 250 milioni e $ 300 milioni, rendendoli tra le persone più ricche del mondo.
Daniel era un membro della National Security League, la forza trainante per trascinare gli Stati Uniti neutrali nella prima guerra mondiale, guidata da JP Morgan.
I disaccordi familiari a lungo bollenti hanno raggiunto il culmine nel 1922, quando i fratelli Guggenheim più anziani furono accusati di mungere ASARCO, che controllavano, a vantaggio della loro azienda di famiglia, la Guggenheim Brothers. Dopo altri disaccordi familiari e battute d'arresto, Daniel si ritirò nel 1923 all'età di 67 anni.

### Aviazione
Durante la guerra, il figlio di Daniel, Harry Guggenheim, divenne un pilota ed entrambi divennero accaniti sostenitori della tecnologia aeronautica. Negli anni '20 fondarono la Daniel Guggenheim Medal per il conseguimento nell'aeronautica e fornirono sovvenzioni tramite il Daniel Guggenheim Fund for the Promotion of Aeronautics al California Institute of Technology, al Georgia Institute of Technology, all'Università di Harvard, al Massachusetts Institute of Technology, alla New York University, al Northwestern University, alla Stanford University, al Syracuse University, all'Università di Akron, all'Università del Michigan e all'Università di Washington. 

### Alaska
Guggenheim ha suscitato polemiche nello stato dell'Alaska dal 1906 in poi. È stato avvicinato da Stephen Birch, un ricco minatore con ambizioni per lo sviluppo dell'Alaska e delle sue ferrovie, per quanto riguarda il finanziamento delle rivendicazioni sull'estrazione del rame. Guggenheim e suo fratello formarono un accordo tra gentiluomini con Birch per formare l'Alaska Syndicate, che acquistò poco meno della metà del capitale della società di Birch e tutto il capitale del Copper River and Northwestern Railway. Tutto questo ha scatenato un movimento "anti-Guggenheim" che era parte integrante delle elezioni politiche e degli appuntamenti del 1908 in Alaska.

## Matrimonio
Sposò, il 22 luglio 1884, Florence Shloss. Ebbero tre figli:
- Meyer Robert Guggenheim (17 maggio 1885-16 novembre 1959)
- Harry Frank Guggenheim (23 agosto 1890-22 gennaio 1971)
- Gladys Eleanor Guggenheim (15 agosto 1895-14 marzo 1980)[5]

## Morte
Morì il 28 settembre 1930, presso la sua casa padronale, Hempstead House, a Port Washington, New York.